# Знищення мечетей шиїтів під час повстання в Бахрейні

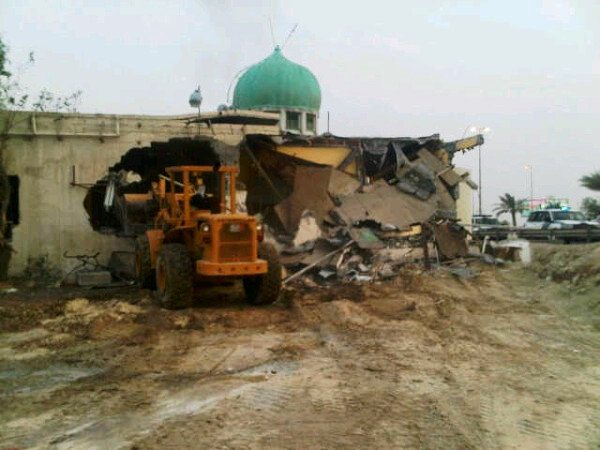
Мечеть шейха Мухаммеда аль-Барбагі, вік якої становив близько 400 років, зруйнована бульдозером

У період повстання в Бахрейні за розпорядженням сунітської меншини, що знаходиться при владі в Бахрейні, знищено 43 мечеті шиїтів і десятки інших місць релігійного поклоніння шиїтів, включаючи хусейнії, гробниці і усипальниці.
На думку жителів Бахрейну, знищення мечетей здійснювалося як помста за протести проти уряду, у свою чергу, міністр юстиції Бахрейну Халід бен Алі бен Абдулла Аль-Халіфа заявив, що руйнувалися тільки споруди, збудовані без дозволу влади.
Бахрейнський центр з прав людини заявив, що дії уряду Бахрейну є «актом геноциду згідно з конвенцією ООН про геноцид».

## Руйнування
У липні 2011 іранські ЗМІ повідомили, що в Бахрейні знищено щонайменше 52 мечеті та понад 500 інших місць релігійного поклоніння. Знищена мечеть Мухаммеда аль-Барбагі, вік якої складав близько 400 років. У селі Нувейдрат , в якій почалися протести, що призвели до повстання, знищено безліч мечетей. Знищена усипальниця, в якій лежало тіло духовного лідера бахрейнських шиїтів Абдул Амира аль-Джамри. На уламках деяких зруйнованих мечетей зроблено написи, що ображають шиїтів та їх вірування. Також пошкоджена мечеть Саса бен Савхана, що знаходилася в селі Аскар, ця мечеть побудована невдовзі після смерті пророка Мухаммеда.

## Реакція
У травні 2011 багато духовних лідерів бахрейнських шиїтів, включаючи Ису Касима, засудили дії уряду, охарактеризувавши їх як «безсоромну руйнацію мечетей». Пізніше Касим заявив, що уряд має відбудувати заново зруйновані мечеті. Уряд Бахрейну у відповідь оголосив, що руйнує «не мечеті, а нелегально збудовані споруди». Шейх Алі Салман, член опозиційної партії «аль-Вифак», коментуючи цю заяву уряду, зазначив, що вік деяких знищених мечетей становив 20-30 років або навіть більше. Пізніше представники «аль-Віфак», заявили, що «будь-яка спроба представити це [руйнування мечетей] як законні дії не буде ні об'єктивною ні переконливою».
Держдеп США висловив стурбованість цими подіями. Президент США Барак Обама заявив, що «у Бахрейні ніколи не повинні знищуватися мечеті шиїтів».
Х'юман Райтс Вотч заявило, що збіг занепокоєння уряду Бахрейну законністю мечетей з початком протестів виглядає підозріло. Організація «Human Rights First» зазначила, що знищення мечетей викликало демонстрації по всьому арабському світу і можуть призвести до погіршення сунітсько-шиїтських відносин. За її словами, «руйнування мечетей лише посилить ситуацію, і не відновить стабільність».

## Наслідки
У січні 2012 уряд Бахрейну заявив, що він планує відбудувати заново 12 зруйнованих мечетей шиїтів. У грудні того ж року поліція стала на заваді жителям села Нувейдрат, які самостійно намагалися відновити зруйновані мечеті.